# 3192 A'Hearn
3192 A'Hearn (1982 BY1) là một tiểu hành tinh vành đai chính được phát hiện ngày 30 tháng 1 năm 1982 bởi Bowell, E. ở Flagstaff (AM).